# Злочин у школи
„Злочин у школи” је југословенски филм из 1982. године. Режирао га је Бранко Иванда а сценарио су написали Бранко Иванда, Иван Кушан и Павао Павличић.

## Улоге
| Глумац               | Улога                  |
| -------------------- | ---------------------- |
| Златко Витез         | Златко Ковач           |
| Миодраг Кривокапић   | Рамљак                 |
| Мустафа Надаревић    | Бартол                 |
| Кораљка Хрс          | Јелена Купинец         |
| Тања Кнежић          | Тајница                |
| Фабијан Шоваговић    | Директор               |
| Жарко Поточњак       | Професор ликовног      |
| Љубо Капор           | Полицијски инспектор   |
| Жужа Егрени          | Ковачева мајка         |
| Зденка Хершак        | Професорка енглеског   |
| Нада Суботић         | Професорка с наочарима |
| Вјера Жагар Нардели  | Бартолова мајка        |
| Драгутин Клобучар    | Покојни професор Тот   |
| Звонимир Зоричић     | Купинец                |
| Зденка Трах          | Чистачица              |
| Костадинка Велковска | Професорка географије  |

Остале улоге ▼
| Глумац            | Улога                                     |
| ----------------- | ----------------------------------------- |
| Татјана Вердоник  | Професорка хрватског                      |
| Звонко Лепетић    | Професор биологије                        |
| Отокар Левај      | Професор Вуковић                          |
| Јадранка Елезовић | Бартолова супруга (као Јадранка Бавчевић) |
| Јагода Антунац    | Професорка историје                       |
| Џевад Алибеговић  | Шеф у уреду гробља                        |
| Асја Јовановић    | Службеница у уреду гробља                 |
| Душко Груборовић  | Борисов пријатељ (као Дусан Груборовић)   |
| Тошо Јелић        | Човјек из мртвачнице                      |
| Дражен Држанић    | Средњошколац                              |
| Петар Бунтић      |                                           |
| Емир Чејван       | Полицијски службеник                      |